# Ёсикава, Эйдзи
Эйдзи Ёсикава (яп. 吉川 英治 Ёсикава Эйдзи, настоящее имя Хидэцугу Ёсикава (吉川 英次; 11 августа 1892 — 7 сентября 1962) — японский писатель, автор исторических романов, один из виднейших представителей этого жанра в своей стране. На его творчество оказывали влияние в основном японские и китайские исторические произведения, такие как «Повесть о доме Тайра», «Повесть о Гэндзи», «Речные заводи» и «Троецарствие», многие из которых он позже пересказал по-новому, например, «Тайкоки» (яп. 太閤記 Тайко:ки), биографию Тоётоми Хидэёси, написанную в XVII веке и состоявшую из 20 свитков. Остальные его произведения также в большой степени не являются оригинальными, но своими работами, число которых весьма велико, он поддерживал в читателях интерес к прошлому. Он был награждён Орденом Культуры, высшей японской наградой для литераторов, а также Орденом Священного сокровища, Премией Кикути Кана, Премией Асахи от газеты Асахи симбун и Премией Майнити в области искусства.
В честь Эйдзи Ёсикавы вручают три премии: Литературную, Культурную и Премию для молодых авторов.

## Избранные произведения
- «Мусаси» / Musashi (1935—1939, в русском переводе «Десять меченосцев»)
- «Тайко» / Taiko (в русском переводе «Честь самурая»)
- «История Хэйкэ» / Shin Heike monogatari (1950—1957)

## Экранизации
- «Самурай: Путь воина» (1954). Режиссёр — Хироси Инагаки
- «Самурай 2: Дуэль у храма» (1955). Режиссёр — Хироси Инагаки
- «Самурай 3: Поединок на острове» (1956). Режиссёр — Хироси Инагаки
- «Новая повесть о доме Тайра» (1955). Режиссёр — Кэндзи Мидзогути
- «Новая повесть о доме Тайра: Ёсинака и три его женщины» (1956). Режиссёр — Тэйноскэ Кинугаса
- «Новая повесть о доме Тайра: Сидзука и Ёсицунэ» (1956). Режиссёр — Кодзи Сима
- «Миямото Мусаси» (1961). Режиссёр — Тому Утида
- «Миямото Мусаси — 2: Дуэль у горы Хання» (1962). Режиссёр — Тому Утида
- «Миямото Мусаси — 3: Овладение техникой двух мечей» (1963). Режиссёр — Тому Утида
- «Миямото Мусаси — 4: Дуэль у храма Итидзёдзи» (1964). Режиссёр — Тому Утида
- «Миямото Мусаси — 5: Дуэль на острове Ганрю» (1965). Режиссёр — Тому Утида
- «Мечи смерти» (1971). Режиссёр — Тому Утида
- «Миямото Мусаси» (1973). Режиссёр — Таи Като